# Vlastimil Vicen
Vlastimil Vicen (* 7. září 1962) je slovenský podnikatel a bývalý politik, po sametové revoluci československý poslanec Sněmovny národů Federálního shromáždění za Verejnosť proti násiliu, později za HZDS, v 90. letech poslanec Slovenské národní rady a Národní rady SR za HZDS, od roku 1998 člen mimoparlamentní PSNS.

## Biografie
Ve volbách roku 1990 zasedl za VPN do slovenské části Sněmovny národů (volební obvod Západoslovenský kraj). V roce 1991, v souvislosti s rozkladem VPN, přestoupil do poslaneckého klubu jedné z nástupnických formací HZDS. Mandát obhájil ve volbách roku 1992. Ve Federálním shromáždění setrval do zániku Československa v prosinci 1992.
V politice se angažoval i v 90. letech. Ve volbách v roce 1992 usedl za HZDS do Slovenské národní rady, která se v roce 1993 po vzniku samostatného Slovenska přetvořila v Národní radu Slovenské republiky, coby nejvyšší zákonodárný sbor. V parlamentních volbách na Slovensku roku 1994 byl zvolen opětovně poslancem Národní rady Slovenské republiky za HZDS a setrval zde až do konce funkčního období roku 1998. V roce 1998 získal Řád Andreje Hlinky.
V roce 1994 se uvádí bytem Nové Zámky. Toho roku požádal generálního prokurátora SR o stíhání novinářů z předních slovenských médií kvůli jejich pokrytí tiskové konference Ivana Lexy. V této době začal podnikat a podílel se na privatizaci podniku Slovenské papierne (pozdější Slovpap). Jeho manželka se stala spolumajitelkou podniku Novofruct v Nových Zámcích. Po roce 1994 Vicen představoval v rámci tehdejší koalice (třetí vláda Vladimíra Mečiara) tvrdé jádro, které provádělo personální změny. Před parlamentními volbami v roce 1998 se ovšem nedostal na kandidátní listinu HZDS. V roce 1999 pak oznámil, že vstoupí do formace Strana demokratického stredu, kterou založil Ivan Mjartan. Uvažoval i o spolupráci Živnostenskou stranou, nakonec se ale roku 2002 stal členem Pravé Slovenské národní strany. Od Vladimíra Mečiara se politicky distancoval, přátelské vztahy ale i podle vyjádření z roku 2004 udržoval s Ivanem Lexou. Vicen k roku 2004 působil jako podnikatel a lobbista, využíval své kontakty z dob politické kariéry. Patří mu čtyřpodlažní vila ve Stupavě, kde jeho rodina bydlí od roku 1998.